# Camino Blanco
Camino Blanco är en ort i Mexiko.   Den ligger i kommunen Comitán Municipality och delstaten Chiapas, i den sydöstra delen av landet, 800 km öster om huvudstaden Mexico City. Camino Blanco ligger 1 604 meter över havet och antalet invånare är 170.
Terrängen runt Camino Blanco är kuperad västerut, men österut är den platt. Camino Blanco ligger nere i en dal. Runt Camino Blanco är det ganska tätbefolkat, med 100 invånare per kvadratkilometer. Närmaste större samhälle är Las Margaritas, 15,9 km öster om Camino Blanco. I omgivningarna runt Camino Blanco växer huvudsakligen savannskog.